# Wikęd
WIKĘD (pełna nazwa: WIKĘD Sp. z o.o. Sp. k.) – polskie przedsiębiorstwo z siedzibą w Luzinie (województwo pomorskie) specjalizujące się w produkcji drzwi zewnętrznych stalowych i aluminiowych, a także okien oraz stolarki aluminiowej.

## Działalność
Przedsiębiorstwo, którego nazwa pochodzi od nazwisk właścicieli Grzegorza Wiśniewskiego oraz Rafała Kędziory, produkuje stolarkę otworową w fabryce w Luzinie.
Przedsiębiorstwo zatrudnia ponad 350 pracowników, posiada ponad 2500 punktów dystrybucyjnych. Firma w 2018 roku przeszła rebranding. WIKĘD jest sponsorem tytularnym trzecioligowej drużyny piłkarskiej KTS-K WIKĘD Luzino.
Wartość rynkowa przedsiębiorstwa w 2017 r. wyceniana była na ponad 331 mln zł.
Według badania ASM – Centrum Badań i Analiz Rynku Sp. z o.o. w segmencie drzwi zewnętrznych i wewkątrzklatkowych Wikęd przoduje we współdziałaniu producentów i fachowców-montażystów.

## Nagrody
Firma WIKĘD jest kilkukrotnym laureatem nagród Diamenty Forbesa oraz Gazele Biznesu.